# 寧漢合流
寧漢復合，又稱寧漢合流，是指1927年中華民國武漢國民政府撤銷，與南京國民政府合併的歷史事件。

## 事件經過

### 背景
1925年7月1日，廣州國民政府成立。隨著國民政府的國民革命軍北伐戰爭的推進，1927年2月21日，國民政府從廣州搬遷至武漢。

### 寧漢分裂
1927年4月18日，国民革命军总司令蒋介石在南京另立國民政府，與武汉国民政府分庭抗禮。7月15日，武漢國民政府的汪精卫決定與中國共產黨決裂，並打算與南京國民政府進行整合。冯玉祥則分別致電武漢國民政府與南京國民政府，提議在开封举行会议以解决兩個國民政府的争端。

### 正式復合
7月24日，武漢國民政府的汪精卫、譚延闿、孙科等回电冯玉祥，表示同意迁都南京。8月8日，南京國民政府的蒋介石、胡汉民、李宗仁等通电欢迎武汉國民政府的要員前往南京任職。而南京國民政府內部的胡汉民和李宗仁、白崇禧等人與蔣介石不和，希望借此機會联合汪精卫打垮蔣介石。8月13日，蔣介石宣布下野並辞去国民革命军总司令。8月25日，武汉國民政府宣布迁都南京。8月上旬到9月上旬，武汉國民政府的譚延闿、孙科和汪精卫、陈公博先后抵達南京。不過汪精衛同樣遭到攻擊而宣佈下野。9月17日，南京国民政府和軍事委員會進行改組，並發表宁汉合作宣言，宣布寧漢合流完成。蔣介石於1928年初恢復擔任國民革命軍總司令，重掌軍政大權。